# Eden-Pläne
Als Eden-Pläne bezeichnet man die nach dem britischen Außenminister Robert Anthony Eden benannten und von ihm am 16. September 1952 sowie während der Berliner Außenministerkonferenz vom 25. Januar bis 18. Februar 1954 vorgestellten Pläne zum Zusammenschluss Europas, bzw. zur möglichen, frühzeitigen Wiedervereinigung Deutschlands. Anthony Eden war auch Unterzeichner des Deutschlandvertrages von 1952, wonach der Bundesrepublik Deutschland die Souveränität über ihre inneren und äußeren Angelegenheiten zurückgegeben worden ist. Bereits im Juni 1952 hatte Robert Schuman seinen politischen Unionsplan mit Anthony Eden besprochen. Edens Hoffnungen gingen dahin, die politische Integration der sechs Mächte der Montanunion in den Europarat einzubauen.

## Hintergrund

Konzept des ersten Eden-Plans

Vom 15. bis 30. September 1952 fand eine Tagung der „Beratenden Versammlung“ des Europarats statt, wobei eine Debatte zur Zukunft Europas geführt wurde. Auf der Tagung präsentierte Eden am 16. September 1952 seinen ersten Plan, der die Schaffung einer „Atlantischen Allianz“ bestehend aus Belgien, Dänemark, Frankreich, Griechenland, Großbritannien, Island, Italien, Kanada, Luxemburg, den Niederlanden, Norwegen, Portugal und den USA vorsah. Diese sollte getragen werden von:
- USA, Kanada: Mitwirkung bei europäischen Regionalzusammenschlüssen, ohne Stimmrecht
- Großbritannien mit Commonwealth: Sonderstellung bezüglich der europäischen Regionalzusammenschlüsse
- Europarat mit 14 Mitgliedsstaaten: ohne USA und Kanada, mit Deutschland

Seinen zweiten Plan, diesmal mit Bezug auf die Bedingungen einer möglichen Wiedervereinigung Deutschlands, stellte Eden auf der vom 25. Januar bis 18. Februar 1954 dauernden Berliner Außenministerkonferenz vor, wo Edens Plan dem des sowjetischen Außenministers Wjatscheslaw Molotow gegenüberstand. Winston Churchill hatte auf dieses Treffen gedrängt, seit ihn die Nachricht von Stalins Tod erreicht hatte. Die Konferenz scheiterte letztlich an der mangelnden Kompromissbereitschaft, da die vier Besatzungsmächte zwar das Ziel hatten, ein friedliches Zusammenleben in Europa zu ermöglichen, dessen Erreichung aber immer mit ihrer deutschlandpolitischen Konzeption verbanden, weshalb man sich nicht auf ein Konzept einigen konnte. Eden sah für Deutschland Folgendes vor:
- Freie Wahlen in ganz Deutschland zur Bildung einer Nationalversammlung
- Einberufung der Nationalversammlung
- Ausarbeitung eines Verfassungsentwurfs und die Vorbereitung von Friedensverhandlungen
- Verabschiedung der Verfassung und Bildung einer gesamtdeutschen Regierung, die die Verantwortung für die
- Unterzeichnung und das Inkrafttreten des Friedensvertrags tragen sollte

Deutschlandpolitisches Ziel Edens war es, ein nach westlichen Maßstäben vereinigtes, demokratisches und somit in den Westen integriertes Deutschland zu schaffen. Allerdings war mit dem Scheitern dieser Konferenz auch die Störung der von Konrad Adenauer befürworteten Westintegration abgewendet.
Der sowjetische Außenminister Molotow wies den Plan als völlig inakzeptabel zurück und legte daraufhin der Konferenz seine eigenen Vorschläge vor (Molotow-Plan).